# پدرو آکوینو

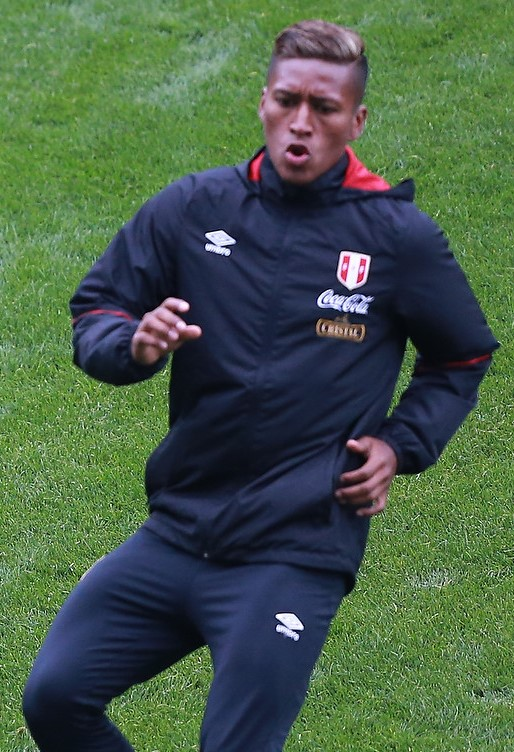
پدرو آکوینو - ۲۰۱۸

پدرو آکوینو (انگلیسی: Pedro Aquino؛ زادهٔ ۱۳ آوریل ۱۹۹۵) بازیکن فوتبال اهل پرو است.
وی همچنین در تیم‌های ملی فوتبال Peru U-17 Peru U-18 Peru U-20 Peru U-22 Peru بازی کرده‌است.